# Copelatus
Copelatus är ett släkte av skalbaggar som beskrevs av Wilhelm Ferdinand Erichson 1832. Copelatus ingår i familjen dykare.

## Bildgalleri

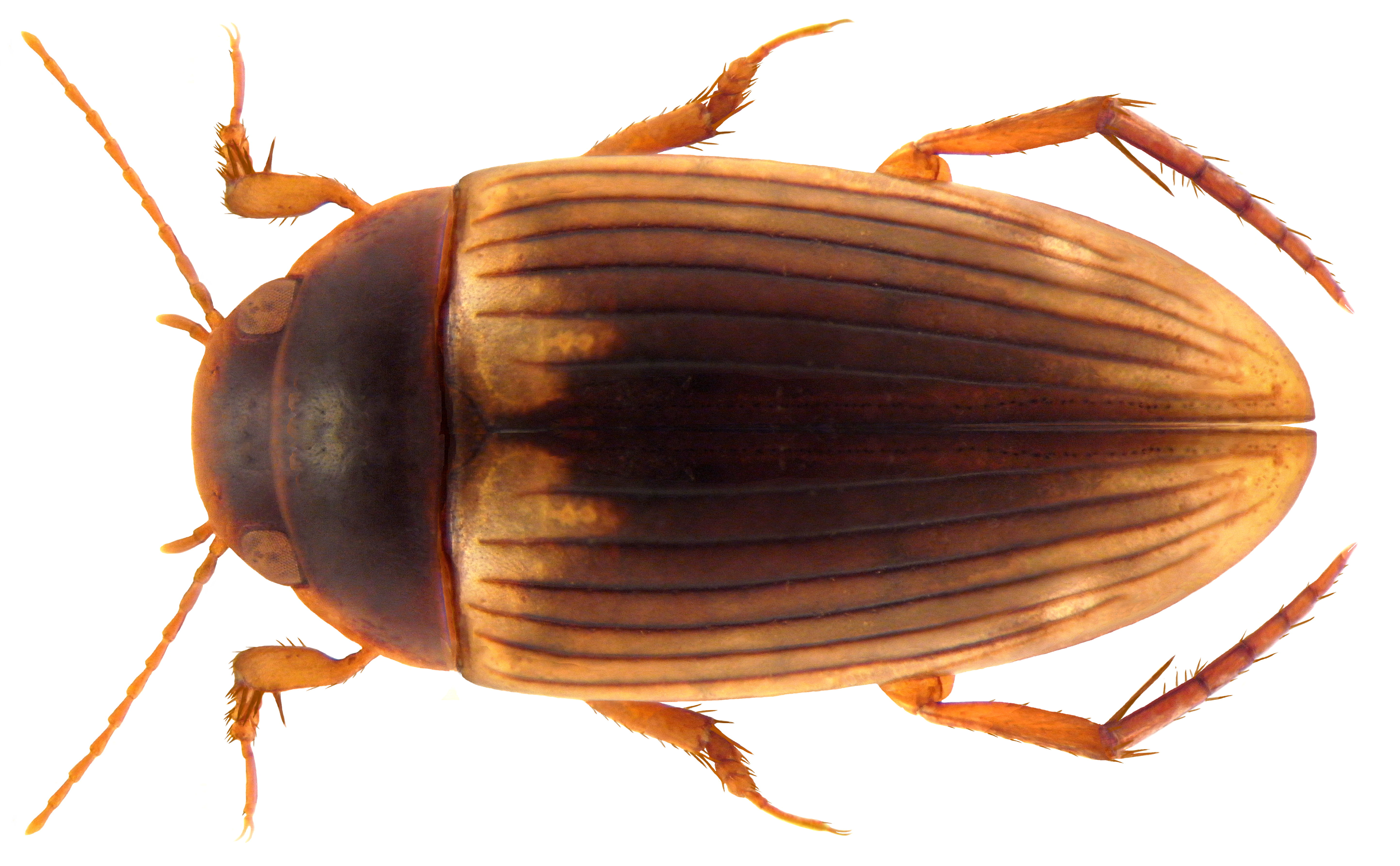

## Dottertaxa tillCopelatus, i alfabetisk ordning[1][2]
- Copelatus abonnenci
- Copelatus acamas
- Copelatus advena
- Copelatus aemulus
- Copelatus aequatorius
- Copelatus aethiopicus
- Copelatus agaroensis
- Copelatus agrias
- Copelatus aldabricus
- Copelatus alternatus
- Copelatus amaroides
- Copelatus amatolensis
- Copelatus amazonicus
- Copelatus ambiguus
- Copelatus anastomosans
- Copelatus andobonicus
- Copelatus andreinii
- Copelatus andrewesi
- Copelatus angolensis
- Copelatus angustus
- Copelatus annobomensis
- Copelatus anthracinus
- Copelatus apicalis
- Copelatus apuzzoi
- Copelatus aruensis
- Copelatus assalyi
- Copelatus assamensis
- Copelatus assimilis
- Copelatus ateles
- Copelatus atrosulcatus
- Copelatus bacchusi
- Copelatus bacillifer
- Copelatus baculiformis
- Copelatus badeni
- Copelatus bakewelli
- Copelatus bangalorensis
- Copelatus baoulicus
- Copelatus barbouri
- Copelatus basifasciatus
- Copelatus basilewskyi
- Copelatus bechynei
- Copelatus befasicus
- Copelatus bengalensis
- Copelatus bertrandi
- Copelatus bibulus
- Copelatus bicolor
- Copelatus biformis
- Copelatus bilunatus
- Copelatus bimaculatus
- Copelatus binaghii
- Copelatus biolleyi
- Copelatus biroi
- Copelatus biseriatus
- Copelatus biswasi
- Copelatus blancasi
- Copelatus blatchleyi
- Copelatus bolivianus
- Copelatus bombycinus
- Copelatus bonvouloiri
- Copelatus bottegoi
- Copelatus boukali
- Copelatus brancuccii
- Copelatus brasiliensis
- Copelatus brevicornis
- Copelatus brevistrigatus
- Copelatus brivioi
- Copelatus bromeliarum
- Copelatus brullei
- Copelatus brunneus
- Copelatus buqueti
- Copelatus burgeoni
- Copelatus caelatipennis
- Copelatus caelatus
- Copelatus caffer
- Copelatus calaquei
- Copelatus camerunensis
- Copelatus capensis
- Copelatus carayoni
- Copelatus carinatus
- Copelatus celinoides
- Copelatus ceylonicus
- Copelatus cheesmanae
- Copelatus chevrolati
- Copelatus chibcha
- Copelatus chipiriricus
- Copelatus chloroticus
- Copelatus cinnamomeus
- Copelatus clarki
- Copelatus collarti
- Copelatus compertus
- Copelatus concii
- Copelatus concolor
- Copelatus concolorans
- Copelatus confinis
- Copelatus congo
- Copelatus consimilis
- Copelatus consors
- Copelatus cooperae
- Copelatus cordylinoides
- Copelatus coxalis
- Copelatus crassus
- Copelatus cryptarchoides
- Copelatus cubaensis
- Copelatus curtistriatus
- Copelatus curvispinis
- Copelatus cynthiae
- Copelatus daemeli
- Copelatus darlingtoni
- Copelatus debilis
- Copelatus decellei
- Copelatus decemsulcatus
- Copelatus deceptor
- Copelatus depressus
- Copelatus descarpentriesi
- Copelatus diffisus
- Copelatus dimorphus
- Copelatus distinctus
- Copelatus distinguendus
- Copelatus divisus
- Copelatus dolosus
- Copelatus doriae
- Copelatus duodecimstriatus
- Copelatus duponti
- Copelatus edax
- Copelatus efoutensis
- Copelatus ejactus
- Copelatus ellai
- Copelatus elutus
- Copelatus enganensis
- Copelatus epactus
- Copelatus erichsonii
- Copelatus esteriensis
- Copelatus eucritus
- Copelatus evanidus
- Copelatus exaratus
- Copelatus externus
- Copelatus fasciatus
- Copelatus fastidiosus
- Copelatus feae
- Copelatus fernandensis
- Copelatus ferruginicollis
- Copelatus ferus
- Copelatus festae
- Copelatus fidschiensis
- Copelatus fijiensis
- Copelatus filiformis
- Copelatus flavicans
- Copelatus flavidus
- Copelatus fluviaticus
- Copelatus fontanus
- Copelatus fractistriatus
- Copelatus freudei
- Copelatus fryi
- Copelatus fulviceps
- Copelatus fuscipennis
- Copelatus fuscomaculatus
- Copelatus gabonicus
- Copelatus galapagoensis
- Copelatus garambanus
- Copelatus gardineri
- Copelatus geayi
- Copelatus geniculatus
- Copelatus gentilis
- Copelatus gestroi
- Copelatus gibsoni
- Copelatus glyphicus
- Copelatus griffinii
- Copelatus gschwendtneri
- Copelatus guadelupensis
- Copelatus guérini
- Copelatus guineensis
- Copelatus haemorrhoidalis
- Copelatus hararensis
- Copelatus hardenbergi
- Copelatus hebeter
- Copelatus heterogynus
- Copelatus hydroporoides
- Copelatus ibrahimi
- Copelatus iguelaensis
- Copelatus ilybioides
- Copelatus imasakai
- Copelatus imitator
- Copelatus inaequalis
- Copelatus incognitus
- Copelatus indicus
- Copelatus inopinatus
- Copelatus inornatus
- Copelatus insidiosus
- Copelatus insolitus
- Copelatus instabilis
- Copelatus instriatus
- Copelatus insuetus
- Copelatus insulanus
- Copelatus integer
- Copelatus internus
- Copelatus interstriatus
- Copelatus inuber
- Copelatus ipiformis
- Copelatus irinus
- Copelatus irregularis
- Copelatus ischius
- Copelatus jactator
- Copelatus jamaicensis
- Copelatus japonicus
- Copelatus jarrigei
- Copelatus javanus
- Copelatus jocosus
- Copelatus johannis
- Copelatus kalaharii
- Copelatus kammuriensis
- Copelatus karnatakus
- Copelatus kaszabi
- Copelatus kilimandjarensis
- Copelatus kindianus
- Copelatus kongouensis
- Copelatus koreanus
- Copelatus laccophilinus
- Copelatus laeticulus
- Copelatus lamottei
- Copelatus lanzai
- Copelatus laraensis
- Copelatus lasckonyi
- Copelatus latens
- Copelatus laticollis
- Copelatus latifasciatus
- Copelatus latipes
- Copelatus latus
- Copelatus leonardii
- Copelatus leonensis
- Copelatus lepersonneae
- Copelatus lignosus
- Copelatus lineatipennis
- Copelatus lineatus
- Copelatus longicornis
- Copelatus lootensi
- Copelatus louayensis
- Copelatus luctuosus
- Copelatus luridescens
- Copelatus luteocinctus
- Copelatus luteomaculatus
- Copelatus luzonicus
- Copelatus macellus
- Copelatus madoni
- Copelatus mahajanga
- Copelatus mahleri
- Copelatus makokouensis
- Copelatus malaisei
- Copelatus mancus
- Copelatus marginatus
- Copelatus masculinus
- Copelatus massaicus
- Copelatus mathani
- Copelatus mbokoensis
- Copelatus melanogrammus
- Copelatus mimetes
- Copelatus minimus
- Copelatus minor
- Copelatus minutissimus
- Copelatus mocquerysi
- Copelatus mohelicus
- Copelatus monticola
- Copelatus montivagus
- Copelatus mulangensis
- Copelatus mundus
- Copelatus mutabilis
- Copelatus mvoungensis
- Copelatus mysorensis
- Copelatus nakamurai
- Copelatus nangaensis
- Copelatus nauclerus
- Copelatus neavei
- Copelatus neelumae
- Copelatus neogestroi
- Copelatus neoguineensis
- Copelatus nigricans
- Copelatus nigricollis
- Copelatus nigrolineatus
- Copelatus nigropennis
- Copelatus nigrostriatus
- Copelatus nilssoni
- Copelatus nimbaensis
- Copelatus nitens
- Copelatus nitidus
- Copelatus nodieri
- Copelatus normalis
- Copelatus notius
- Copelatus nzei
- Copelatus oblitus
- Copelatus obscurus
- Copelatus occultus
- Copelatus ogasawarensis
- Copelatus onorei
- Copelatus ornatipennis
- Copelatus owas
- Copelatus pachys
- Copelatus pallidus
- Copelatus paludorum
- Copelatus pandanorum
- Copelatus pantosi
- Copelatus papuensis
- Copelatus parabaptus
- Copelatus parallelipipedus
- Copelatus parallelus
- Copelatus pardii
- Copelatus parisii
- Copelatus parumstriatus
- Copelatus paryphes
- Copelatus pederzanii
- Copelatus pereirai
- Copelatus peridinus
- Copelatus pinnifer
- Copelatus piriensis
- Copelatus platynotus
- Copelatus polystrigus
- Copelatus portior
- Copelatus posticatus
- Copelatus poungai
- Copelatus prolixus
- Copelatus prolongatus
- Copelatus propino
- Copelatus propinquus
- Copelatus proximus
- Copelatus pulchellus
- Copelatus pulicarius
- Copelatus pumilus
- Copelatus punctatus
- Copelatus quadrisignatus
- Copelatus racenisi
- Copelatus ragazzii
- Copelatus regimbarti
- Copelatus restrictus
- Copelatus rimosus
- Copelatus rivalis
- Copelatus rocchii
- Copelatus romani
- Copelatus royi
- Copelatus rubiginosus
- Copelatus ruficapillus
- Copelatus ruteri
- Copelatus saegeri
- Copelatus sahlbergi
- Copelatus sallaei
- Copelatus sanfilippoi
- Copelatus scalptus
- Copelatus scaphites
- Copelatus schaefferi
- Copelatus schereri
- Copelatus schuhi
- Copelatus scutatus
- Copelatus scytalotus
- Copelatus senegalensis
- Copelatus sexstriatus
- Copelatus sharpi
- Copelatus sibelaemontis
- Copelatus silvestrii
- Copelatus simoni
- Copelatus singularis
- Copelatus sociennus
- Copelatus solitarius
- Copelatus sordidipennis
- Copelatus spangleri
- Copelatus speciosus
- Copelatus spoliatus
- Copelatus stillicidicola
- Copelatus striatellus
- Copelatus striaticollis
- Copelatus striatopterus
- Copelatus striatulus
- Copelatus strigipennis
- Copelatus strigosulus
- Copelatus strinatii
- Copelatus striolatus
- Copelatus stygis
- Copelatus subdeficiens
- Copelatus subsimilis
- Copelatus substriatus
- Copelatus subterraneus
- Copelatus sudrei
- Copelatus sulcatus
- Copelatus sulcipennis
- Copelatus sumbawensis
- Copelatus suppar
- Copelatus supplementaris
- Copelatus sylvaticus
- Copelatus takakurai
- Copelatus tanaus
- Copelatus taprobanicus
- Copelatus tenebrosus
- Copelatus teranishii
- Copelatus terminalis
- Copelatus ternatensis
- Copelatus thiriouxi
- Copelatus thrasys
- Copelatus tibialis
- Copelatus tinctor
- Copelatus togoensis
- Copelatus tomokunii
- Copelatus tostus
- Copelatus trifilis
- Copelatus triglyphus
- Copelatus trilobatus
- Copelatus tschaga
- Copelatus tucuchiensis
- Copelatus tulagicus
- Copelatus uludanuensis
- Copelatus undecimstriatus
- Copelatus unguicularis
- Copelatus usagarensis
- Copelatus vagatus
- Copelatus vagestriatus
- Copelatus vagus
- Copelatus validus
- Copelatus wallacei
- Copelatus waltoni
- Copelatus vanninii
- Copelatus variegatus
- Copelatus venustus
- Copelatus wewalkai
- Copelatus weymarni
- Copelatus vigintistriatus
- Copelatus vigintisulcatus
- Copelatus villiersi
- Copelatus virungaensis
- Copelatus vitraci
- Copelatus vivax
- Copelatus xanthocephalus
- Copelatus yacumensis
- Copelatus zadiensis
- Copelatus zimmermanni